# Florian Fischer (Regisseur)
Florian Fischer (geboren in Altötting) ist ein deutscher Theaterregisseur, Ausstellungskurator und Bühnenautor.

## Leben
Fischer studierte Theaterregie an der Otto-Falckenberg-Schule in München. Als Praxisanteil des Studiums brachte er erste eigene Inszenierungen zuwege und wirkte als Assistent an Regiearbeiten von Stefan Pucher, Johan Simons und der Choreographin Meg Stuart mit. Mit seiner Diplomarbeit-Inszenierung Der Fall M – Eine Psychiatriegeschichte, die unter anderem über den Behördenskandal um Gustl Mollath geht, gewann er 2014 den Jurypreis beim Europäischen Festival für junge Regie Fast Forward. Jeweils 2016, 2017 und 2019 waren Inszenierungen von ihm beim Festival Radikal jung eingeladen.
Für Kroniek oder wie man einen Toten im Apartment nebenan für 28 Monate vergisst bekam Fischer 2017 bei Radikal jung von der Festival-Masterclass aus Regiestudierenden eine besondere Auszeichnung. Bei der Ruhrtriennale 2015 war er unter Johan Simons an der konzeptionellen Erarbeitung und Umsetzung der Opernproduktion des Prometeo von Luigi Nono beteiligt. Außerdem inszenierte er am Theater Basel bei Andreas Beck sowie am Staatstheater Braunschweig bei Joachim Klement und am Niederländischen Theater Gent bei Milo Rau. Bei experimentellen, interaktiven Theaterformaten wie dem „Big-Data-Spiel“ der Berliner Gruppe Interrobang übernahm Fischer funktionelle Teilbereiche wie Video, Sound und Programmierung.
Außerhalb der Theaterarbeiten befasst sich Fischer auch mit der Produktion von Hörspielen, Installationen und Audiowalks sowie mit dem Verfassen von Reportagen und theoretischen Texten. Auch die Choreographie-Inszenierung einer Modenschau für die Paris Fashion Week war schon dabei. Gearbeitet hat er an der „Programmierung eines performativen Symposiums über Postfeminismus“ und an einer Ausstellung über die Technomusikszene. Beim Künstlernetzwerk Komplot in Brüssel hat er Ausstellungen kuratiert.
Seine erste Regiearbeit für das Staatsschauspiel Dresden, Operation Kamen, ein eigenes zeithistorisch-dokumentarisches Stück über das Hinters-Licht-führen von Bürgern durch Geheimdienstoperationen, brachte ihm 2019 sowohl den Kurt-Hübner-Regiepreis ein als auch die dritte Einladung zum Festival Radikal jung. Das 75-minütige Stück beruht auf den Aktenrecherchen von Václava Jandecková, daher hat Fischer folgerichtig eine internationale Co-Produktion daraus gemacht. Über die Kooperation des Dresdner Theaters mit dem Archa Theater Prag kommt auch das tschechischsprachige Publikum in den Genuss. In der Inszenierung werden ausgiebig Kopfhörer genutzt.
Seine Inszenierung des Theaterstücks Tragödienbastard der deutschen Dramatikerin Ewelina Benbenek am Schauspielhaus Wien mit 1 Stunde 40 Minuten ohne Pause, hatte Uraufführung am 30. Oktober 2020. Es ist der ausgespielte Gedankenfluss einer mitteljungen Frau, die zu immer neuen Erklärungen ansetzt, verkörpert von zwei Schauspielerinnen und einem männlichen Schauspieler, die als „Dreigestalt“ zusammen auf der Bühne agieren.
Für die Ausstellung am Museion in Bolzano TECHNO HUMANITIES wird er als Kurator genannt was bisher seine größte kuratorische Arbeit darstellt.
Momentan arbeitet Fischer für die Akademie der Darstellenden Künste als Juror für die Woche junger Schauspieler*innen.
Florian Fischer lebt, soweit Arbeitsaufträge nicht seinen Aufenthalt anderswo erfordern, in München und Brüssel.

## Herausragende Inszenierungen
- 2015: Die Unverheiratete von Ewald Palmetshofer, Nationaltheater Mannheim[12]
- 2017: Kroniek oder wie man einen Toten im Apartment nebenan für 28 Monate vergisst, Text und Regie am NTGent
- 2019: Operation Kamen, 75-minütiges zeitgeschichtliches Theater mit einem Profi- und zehn Laienschauspielern am Staatsschauspiel Dresden
- 2020: Tragödienbastard am Schauspielhaus Wien[13]
- 2021: Monte Mortale, Schauspielhaus Hamburg, Text und Regie einem Bühnenessay über toxicity Diskurse.[14]
- 2022: Dem Freund, der mir das Leben nicht gerettet hat, Schauspielhaus Bochum, Kammerspiele. Nach dem Roman von Hervé Guibert.[15]

## Auszeichnungen
- 2014: Fast Forward Preis beim Europäischen Festival für junge Regie in Braunschweig für Der Fall M – Eine Psychiatriegeschichte (unter Benutzung eines Fragments von Horvath und dokumentarischem Material von und zu Gustl Mollath).
- 2016: Einladung zum Festival Radikal jung für die unverheiratete von Ewald Palmetshofer, Nationaltheater Mannheim
- 2017: Einladung zum Festival Radikal jung für Kroniek oder wie man einen Toten im Apartment nebenan für 28 Monate vergisst, NTGent
- 2019: Kurt-Hübner-Regiepreis für Operation Kamen am Staatsschauspiel Dresden in Kooperation mit dem Archa Theater Prag[16]
- 2021: Nominierung zum Nestroy-Preis für die Inszenierung und künstlerische Arbeit an Tragödienbastard im Schauspielhaus Wien
- 2025: Deutscher Hörbuchpreis für die Inszenierung von Fatma Aydemirs Roman "Dschinns"[17]

## Belege
1. 1 2 3  Florian Fischer. Regisseur – München, Teilnehmer Internationales Forum 2017, berlinerfestspiele.de, abgerufen am 16. Dezember 2019
2. ↑  „Wärmeinseln zwischen Psychiatrie und Assesment-Center“, nachtkritik.de vom 30. November 2014, abgerufen am 16. Dezember 2019
3. ↑  Archiv-Jahreslisten der jeweils acht eingeladenen Inszenierungen, abgerufen am 16. Dezember 2019
4. ↑  „Doppelt bepreist“, nachtkritik.de vom 8. Mai 2017, abgerufen am 17. Dezember 2019
5. ↑  To like or not to like – Die Gruppe Interrobang nutzt ihre Residenz am Schauspiel Leipzig für ein Big-Data-Spiel, nachtkritik.de vom 11. Juni 2015, abgerufen am 17. Dezember 2019
6. ↑  Künstlerinitiative: Komplot, abgerufen am 17. Dezember 2019
7. ↑  Kurzbiografie Florian Fischer (Memento des Originals vom 16. Dezember 2019 im Internet Archive)  Info: Der Archivlink wurde automatisch eingesetzt und noch nicht geprüft. Bitte prüfe Original- und Archivlink gemäß Anleitung und entferne dann diesen Hinweis., staatsschauspiel-dresden.de, abgerufen am 16. Dezember 2019
8. ↑  Operation Kamen, staatsschauspiel-dresden.de, abgerufen am 16. Dezember 2019
9. ↑  Gabi Hift: Aus allen Zuschreibungen bricht ein Migrantenkind aus: Florian Fischers Uraufführung von Ewelina Benbeneks Theatertext: „Das, was nicht stimmt, ringt hier um Worte“, Premieren-Rezension auf nachtkritik.de vom 30. Oktober 2020, abgerufen am 31. Oktober 2020
10. ↑  TECHNO. In: MUSEION. 16. März 2022, abgerufen am 28. Februar 2022 (deutsch).
11. ↑  Deutsche Akademie der Darstellenden Künste. Abgerufen am 28. Februar 2022.
12. ↑  Schuld, die sich einschreibt: Ewald Palmetshofers Versstück über eine Großmutter, die einen Deserteur an die Nazis verriet, bringt Florian Fischer in Mannheim präzise auf die Bühne, nachtkritik.de vom 25. September 2015, abgerufen am 16. Dezember 2019
13. ↑  TRAGÖDIENBASTARD - Schauspielhaus. Abgerufen am 28. Februar 2022.
14. ↑  Monte Mortale. Abgerufen am 28. Februar 2022.
15. ↑  Dem Freund, der mir das Leben nicht gerettet hat. In: kulturwest.de. Abgerufen am 28. Februar 2022.
16. ↑  Kurt-Hübner-Regiepreis an Florian Fischer, nachtkritik.de vom 16. Dezember 2019, abgerufen am 16. Dezember 2019
17. ↑  Deutscher Hörbuchpreis 2025: Das sind die Preisträger. In: WDR. Abgerufen am 26. April 2025.

| Personendaten    | Personendaten                                       |
| ---------------- | --------------------------------------------------- |
| NAME             | Fischer, Florian                                    |
| KURZBESCHREIBUNG | deutscher Theaterregisseur, Kurator und Bühnenautor |
| GEBURTSDATUM     | zwischen 1990 und 1999                              |
| GEBURTSORT       | Altötting                                           |